# PP-90M1
A PP-90M1 (ПП-90М1) é uma submetralhadora russa de calibre 9×19mm Parabellum, desenvolvida pelo KBP Instrument Design Bureau na década de 1990. Ela possui um carregador helicoidal de 64 cartuchos e, além de compartilhar o mesmo fabricante, não tem qualquer relação com a PP-90M, de nome similar.
A arma também pode ser usada com um carregador de cofre de 32 cartuchos, se desejado, embora possa exigir um adaptador.

## Operadores
- Rússia: Usada pela Spetsnaz.
- Cazaquistão: Usada por forças policiais.[2]